# Ievgueni Sivojelez
Ievgueni Igorevitch Sivojelez (en russe : Евгений Игоревич Сивожелез) est un joueur russe de volley-ball né le 6 août 1986 à Tchaïkovski (kraï de Perm, alors en URSS). Il mesure 1,96 m et joue réceptionneur-attaquant. Il totalise 63 sélections en équipe de Russie.

## Clubs
| Club                | Pays   | De        | À         |
| ------------------- | ------ | --------- | --------- |
| VK Samotlor         | Russie | 2004-2005 | 2007-2008 |
| Dynamo Moscou       | Russie | 2008-2009 | 2009-2010 |
| Fakel Novy Ourengoï | Russie | 2010-2011 | 2010-2011 |
| Zenit Kazan         | Russie | 2011-2012 | …         |

## Palmarès
- Ligue mondiale (1)
  - Vainqueur : 2013
- Coupe du monde (1)
  - Vainqueur : 2011
- World Grand Champions Cup
  - Finaliste : 2013
- Championnat du monde des moins de 21 ans (1)
  - Vainqueur : 2005
- Championnat d'Europe (1)
  - Vainqueur : 2013
- Ligue des champions (1)
  - Vainqueur : 2012
  - Finaliste : 2010
- Championnat de Russie (1)
  - Vainqueur : 2012
- Coupe de Russie (1)
  - Vainqueur : 2008
  - Finaliste : 2012
- Supercoupe de Russie (4)
  - Vainqueur : 2008, 2009, 2011, 2012